# Azerbajdžanska košarkaška reprezentacija
Azerbajdžanska košarkaška reprezentacija predstavlja Azerbajdžan na međunarodnim natjecanjima. Krovna organizacija pod kojom djeluje je Azerbajdžanski košarkaški savez.
Članicom je FIBA-e od 1992. godine.
Glavni dres azerske reprezentacije bijele je boje plavim bočnim prugama, a pričuvni plave s bijelim bočnim prugama.
Reprezentacija se natječe u trećem jakosnom razredu europske košarke.
Iako nije jaka u europskim okvirima, azerska je košarka u vrijeme dok je Azerbajdžan bila dijelom SSSR-a dala sovjetskog reprezentativca: Eljšada Gadaševa.

## Vanjske poveznice
- (engleski) FIBA Europe